# Грег Брітц
Грег Брітц (англ. Greg Britz, нар. 3 січня 1961, Баффало) — американський хокеїст, що грав на позиції крайнього нападника.

## Ігрова кар'єра
Професійну хокейну кар'єру розпочав 1983 року.
Протягом професійної клубної ігрової кар'єри, що тривала 5 років, захищав кольори команд «Торонто Мейпл-Ліфс» та «Гартфорд Вейлерс».
Усього провів 8 матчів у НХЛ.